# 克萊本 (路易斯安那州)
克萊本（英語：Claiborne）是位於美國路易斯安那州沃希托堂區的一個普查規定居民點。

## 人口
根據2020年美國人口普查的數據，克萊本的面積為25.88平方千米，當中陸地面積為25.79平方千米，而水域面積為0.09平方千米。當地共有人口12631人，而人口密度為每平方千米488.06人。